# 七島観世音菩薩
七島観世音菩薩（ななしまかんぜおんぼさつ）は、宮城県にある観音堂。安倍貞任（あべのさだとう）・宗任（むねとう）にまつわる遺跡とされる。
名取平野西側にある高舘丘陵と、東側の閖上浜を結ぶ浜街道の中間地点にあり、四つあると言われる神輿の浜下りのひとつのうちの休憩場所になっていたのではないか、との説もある。2020年現在は都市化の波が押し寄せ、七つの塚も、社も煙滅してしまった。ただし観音像は関係者の手により、手厚く保護されている。後光が大きく、まるで舟を背負っているかのように見える。

## 概要
宮城県名取市上余田には戦いで降参した一族が鎧（よろい）や武器を埋めたと言われる七つの塚があり「七島」と呼ばれている。水田耕作や国道国道4号バイパス工事、宅地開発等で姿を消したが、七つの塚の西端に観音様が祀られ「七島観音」と言われている。周辺地域には、たしかにアベを名乗る一族が現在でも住んでいるが、直接的なつながりはこれからの調査いかんにより判明する可能性もある。

## 伝説
その昔、源義家が安倍貞任を攻めたとき、樽水の大館より射た矢が上余田まで飛んで来て突き刺さった所を「矢塚」と呼び、矢が飛び越えた橋を「矢越の橋」と云ったという。
そこには合戦で義家に降伏した安倍氏の一族が鎧や武器などを埋めた七ツの塚があり「七島」と云われたという。上余田の七島集落裏の水田の中に15メートル程の間隔で、七基の塚が東西に並んでいる。昔は円い塚だったが水田の耕作で次第に削られて、痩せた紡錘形になったのだという。　
七ツの塚は戦後まで存在したが、国道4号のバイパス工事で二基が姿を消し、その後一基が住宅建設で崩壊したと里人が話す。七ツの塚の西端の塚に観音様が祀られ「七島観音」といわれていた。
2020年現在、周辺一体は宅地開発が行われ残りの塚も消滅してしまったが、数年前に名取市教育委員会が七島の発掘調査を行った。その結果は伝説の鎧や武器を埋蔵した跡は認められなかったが、古墳時代末期頃の円墳と考えられる遺跡が発掘された。
名取郡内には「前九年の役」や「後三年の役」で戦場になったとする伝説の場所が数多く残っているが、上余田の七島は前九年の役や後三年の役とは関係がなさそうである。p91「矢越の橋と七島の伝説」p91